# Thế vận hội Mùa đông 1944
Thế vận hội Mùa đông 1944, được gọi với tên chính thức là Thế vận hội Mùa đông lần thứ V (sau khi Thế vận hội Mùa đông năm 1940 bị hủy) (tiếng Ý: V Giochi olimpici invernali), dự kiến được tổ chức vào tháng 2 năm 1944 ở Cortina d'Ampezzo, Ý. Cortina d'Ampezzo được trao quyền vào tháng 6 năm 1939, nhưng do Thế chiến II, Thế vận hội Mùa đông 1944 bị hủy vào năm 1941.
Thế vận hội Mùa đông lần thứ V được diễn ra tại St. Moritz, Thụy Sĩ, năm 1948; Cortina d'Ampezzo đăng cai Thế vận hội Mùa đông 1956.